# Roselle (Illinois)

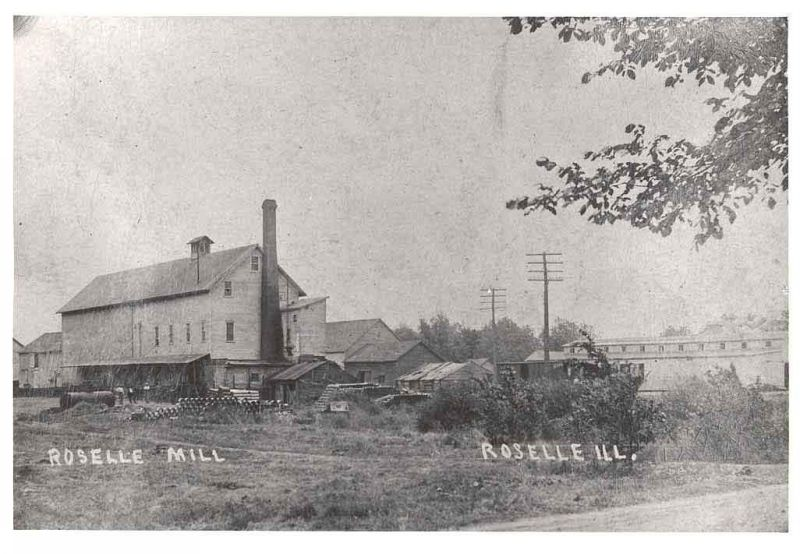
Roselle Flour and Feed Mill en 1895, avant qu'il ne brûle en 1916

Pour les articles homonymes, voir Roselle.
Roselle est un village situé dans les comtés de Cook et DuPage, dans l’État de l’Illinois, aux États-Unis. Sa population s’élevait à 22 763 habitants lors du recensement de 2010, estimée à 22 814 habitants en 2016. Roselle fait partie de l’agglomération de Chicago.

## Source
- (en) Cet article est partiellement ou en totalité issu de l’article de Wikipédia en anglais intitulé « Roselle, Illinois » (voir la liste des auteurs).